# Royal Typewriter Company
The Royal Typewriter Company, vanligen förkortat till Royal, var ett amerikanskt skrivmaskinsföretag grundat 1904 av Edward B. Hess och Lewis C. Myers. Royal Typewriter hade sitt huvudkontor i New York, New York och fabrik i Hartford, Connecticut.
I Sverige hade Åtvidabergs Industrier återförsäljningsrätten, via det halvägda bolaget Banzhoff.